# La scelta di Francisca
La scelta di Francisca (Chiquinha Gonzaga) è una telenovela brasiliana realizzata da TV Globo nel 1999. Ideata da Lauro César Muniz, racconta la vita della celebre pianista e compositrice Francisca Edwiges Neves Gonzaga, detta anche "Chiquinha Gonzaga"
I protagonisti sono Chiquinha, interpretata da Regina Duarte in età adulta e Gabriela Duarte da giovane (le due attrici sono madre e figlia), João Batista, interpretato da Carlos Alberto Riccelli, e João Batista Fernandes Lage, interpretato da Fabio Junqueira e da Caio Blat (da giovane). Ad affiancarli, tra gli altri, Christiana Guinle, Angela Leal, Marcello Novaes, Danielle Winits, Susana Vieira, Odilon Wagner.

## Trama
Nata nell'ottobre del 1847 e morta nel 1935, Chiquinha è la prima persona a mescolare la musica europea come il valzer e la polka ai ritmi africani del samba, creando un nuovo genere musicale. Da giovane viene costretta dal padre, il militare Basileu, a sposarsi con Jacinto Ribeiro Amaral, un uomo dispotico che vuole privarla della sua più grande passione, la musica. Chiquinha non esita a lasciare suo marito per vivere con João Batista de Carvalho, un ingegnere di idee liberali ma che porta avanti una relazione con una donna di nome Suzette.
Francisca diventa in seguito la prima donna a dirigere un'orchestra in Brasile. La sua vita, all'inizio tanto travagliata, le riserverà ancora una sorpresa: un'intensa storia d'amore con João Batista Fernandes Lage , un giovane che per la sua età avrebbe potuto essere suo figlio, con cui ella passerà il resto dei suoi giorni.

## Cast
| Attore/attrice          | Personaggio                                        |
| ----------------------- | -------------------------------------------------- |
| Gabriela Duarte         | Chiquinha Gonzaga (giovane)                        |
| Carlos Alberto Riccelli | João Batista de Carvalho                           |
| Danielle Winits         | Suzette Fontin da giovane                          |
| Norton Nascimento       | Joaquim Callado                                    |
| Odilon Wagner           | Major Basileu                                      |
| Marcello Novaes         | Jacinto                                            |
| Tania Bondezan          | Maria Isabel                                       |
| Christiana Guinle       | Aimée                                              |
| Haroldo Costa           | Raimundo                                           |
| Marcelo Mansfield       | Arnaud                                             |
| Guilherme Piva          | Carlos                                             |
| Adriana Lessa           | Feliciana                                          |
| Jorge Maia              | Zé da Bica                                         |
| Luciana Faria           | Nara                                               |
| Charles Myara           | Saldanha                                           |
| Sérgio Loroza           | Vassoura                                           |
| Gottsha                 | Dalva                                              |
| Rodrigo Mendonça        | José                                               |
| Fernanda Azevedo        | Júlia                                              |
| Ludmila Rosa            | Marilda                                            |
| Eduardo Caldas          | João Carlos Neves Gonzaga (Juca)                   |
| Paula Santoro           | Eliane                                             |
| Guilherme Bernard       | Pedro                                              |
| Bruno Telles            | João Gualberto                                     |
| Felipe Brito            | Zé Carlos                                          |
| Larissa Queiroz         | Maria do Patrocínio                                |
| Solange Couto           | Rosa Maria de Lima Gonzaga                         |
| Angela Leal             | Celeste                                            |
| Antônio Petrin          | João Castello                                      |
| Sebastião Vasconcelos   | Cônego Trindade                                    |
| Chica Xavier            | Inácia                                             |
| Regina Duarte           | Chiquinha Gonzaga                                  |
| Fábio Junqueira         | João Batista Fernandes Lage (Joãozinho)            |
| Susana Vieira           | Suzette Fontin                                     |
| Bel Kutner              | Maria Gonzaga do Amaral                            |
| Cláudio Lins            | João Carlos Neves Gonzaga (Juca)                   |
| Taumaturgo Ferreira     | Paula Ney                                          |
| Flavio Migliaccio       | Vaga-Lume                                          |
| Vera Holtz              | Dona Ló                                            |
| Zezé Motta              | Conceição                                          |
| Paulo Betti             | Carlos Gomes                                       |
| Antonio Calloni         | Lopes Trovão                                       |
| Lavínia Vlasak          | Marie de Paris                                     |
| Carla Regina            | Alice                                              |
| Christine Fernandes     | Alzira                                             |
| Emílio Orciollo Netto   | Jorge                                              |
| Maurício Gonçalves      | José do Patrocínio                                 |
| Haroldo Costa           | Raimundo                                           |
| Cláudia Lira            | Suzana                                             |
| Fernanda Muniz          | Mariana                                            |
| Daniela Escobar         | Amélia                                             |
| Murilo Rosa             | Amadeu                                             |
| Dira Paes               | Vitalina                                           |
| Ana Paula Tabalipa      | Ritoca                                             |
| Antônio Grassi          | Manuel                                             |
| Neco Villa Lobos        | Castellinho                                        |
| Caio Junqueira          | João Gualberto                                     |
| Milton Gonçalves        | Henrique Alves de Mesquita                         |
| Clarisse Abujamra       | Marina                                             |
| Maria Ceiça             | Divina                                             |
| Carlos Casagrande       | Carlinhos                                          |
| Stella Rodrigues        | Geneviève                                          |
| Lara Córdula            | Maria da Cacimba                                   |
| Juliana Monjardim       | Emília                                             |
| Caio Blat               | João Batista Fernandes Lage da giovane (Joãozinho) |

## Diffusione in Italia
La telenovela è stata trasmessa in Italia da Rai 3, da Rete 4 e da varie emittenti locali.